# Бомбардувальники (пісня)
«Бомбардувальники» (в оригіналі — Comin' in on a Wing and a Prayer) — пісня в темпі фокстрот період Другої світової війни. Заснована на реальних подіях, виконувалася багатьма артистами і колективами.

## Сюжет і історія

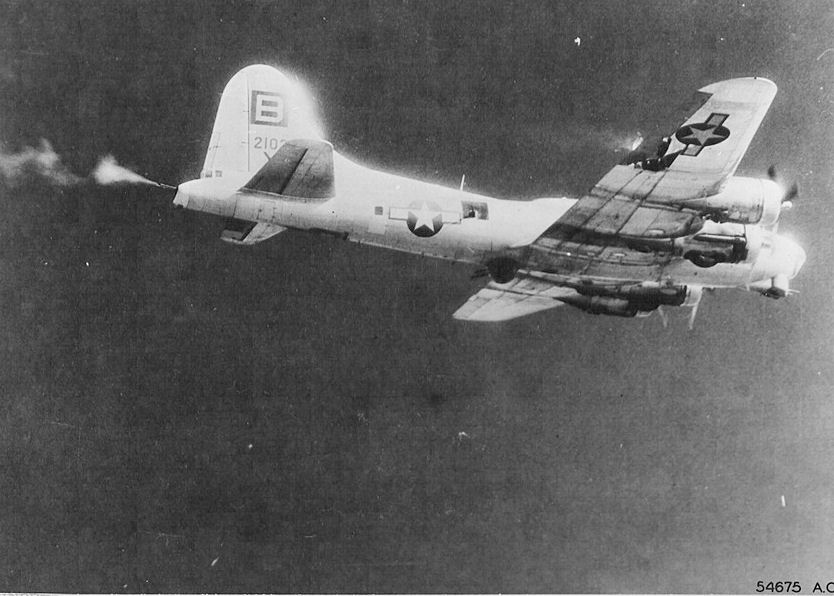
Пошкоджений B-17, 1944 рік

В основі сюжету пісні — дії британських і американських бомбардувальників, можливо, операція «Гоморра».
За сюжетом пісні один літак не повернувся після нічного бомбардування. Наземний персонал аеродрому хвилюється, але радисти виходять на зв'язок з літаком. Льотчики доповідають, що вони виконали завдання і вразили цілі, весь екіпаж живий, але літак сильно пошкоджений. Незважаючи на всі складнощі, літак благополучно повертається на базу.
Згідно з поширеною версією сюжет заснований на подіях 26 лютого 1943 року, коли бомбардувальник B—17 «літаюча фортеця», пілотований Х'ю Г. Ашкрафтом-молодшим з Шарлотт, був сильно пошкоджений і повертався на базу в Англії. Літак, названий своїм екіпажем «Південний Комфорт» (англ. The Southern Comfort), був сильно пошкоджений зенітним вогнем, отримав пошкодження керма управління і носа, двигун № 3 отримав пробоїну маслопроводу і горів.
Коли вони підлетіли до берегів Британії, Ашкрафт сказав команді по радіо: «Ті, хто хоче, будь ласка, моліться» (англ. Those who want to, please pray). Дивом Ашкрафт довів «Південний Комфорт» до аеродрому і благополучно приземлився. Новина про успішне порятунок пілота і екіпажу, який «помолився» своєму літаку, стала відома в його рідному штаті Північна Кароліна і в інших місцях.
Втім, цей випадок не був одиничним: літак B-17 славився високою надійністю, живучістю і нерідко повертався на базу при численних пошкодженнях.

## Оригінальний варіант
Слова пісні написані Харольдом Адамсоном, а музика — Джиммі Макхью. Запис опублікований в 1943 році Robbins Music Corp. Пісня була записана The Song Spinners для Decca Records, і 2 липня 1943 року вона піднялася на 1 місце в чарті Billboard pop hit. Ця пісня була єдиною на військову тематику, що увійшла в 20 найбільш відомих пісень 1943 року в США.
Свої варіанти пісні в США також записали Френк Сінатра, комедійний актор Едді Кантор, гурт «The Four Vagabonds», а в Англії — Віра Лінн і Анна Шелтон.
На стороні B платівки Song Spinners була записана пісня Johnny Zero, присвячена льотчикам Тихоокеанського театру. Вона теж зайняла місця в чартах, піднявшись в Billboard до 7 місця.

## Виконання Утьосова
У 1943 році в Радянському Союзі пісню переклали Т. Сікорська і С. Болотін. Аранжування виконав А. Островський. Виконав пісню Леонід Утьосов у дуеті з дочкою Едіт під назвою "Бомбардувальники " (варіанти назв: « пісенька бомбардувальників», «пісенька американських бомбардувальників»). Текст перекладу майже відповідав оригіналу, за винятком заміни фрази про молитву на «чесне слово» в приспіві: Аранжування і виконання грунтувалися на джазовому мотиві запису Анни Шелтон з оркестром Гленна Міллера. Саме ця версія звучала у американських льотчиків на авіабазі союзників у Полтаві під час проведення операції «Шалений». Пізніше пісня стала широко відомою і серед радянських слухачів, у фронтовому середовищі.